# Daniel Tosi
Pour les articles homonymes, voir Tosi.
Daniel Tosi, né le 11 juillet 1953 à Perpignan (Pyrénées-Orientales), est un compositeur et chef d'orchestre français. Il est également directeur du Conservatoire à rayonnement régional Perpignan Méditerranée.

## Biographie
Daniel Tosi commence ses études musicales au conservatoire de Toulouse avant d'être admis au Conservatoire national supérieur de musique et de danse de Paris où il obtient six premiers prix. Après l'agrégation et le doctorat en musicologie à la Sorbonne, il est reçu, premier nommé, au certificat d'aptitude aux fonctions de directeur de conservatoire. Il occupe alors durant un an le poste d'inspecteur de la musique au Ministère et entreprend un travail pédagogique selon sa triple activité de composition, de recherche et de direction d'orchestre. Il quitte ce poste pour se consacrer exclusivement à la composition musicale, à la direction d'orchestre et à la pédagogie.
En juillet 1983, il réussit le concours de l'Académie de France à Rome et devient pensionnaire de la Villa Médicis où il séjournera deux ans. Le Ministère des relations extérieures lui décernera, en 1986, le Prix de la Villa Médicis hors les murs lui permettant de réaliser une œuvre à l'étranger (Barcelone). La SACEM le distingue, en 1985, avec le prix Georges Enesco.
En 1989, il est choisi par Paul Alduy pour diriger le conservatoire de Perpignan. L'établissement compte à ce jour un effectif de 3 000 étudiants provenant du grand sud de la France, jusqu'à Barcelone. En 1991 il crée le festival de musique contemporaine Aujourd'hui musiques.
En 1996, il est nommé directeur artistique de l'association Campler (Centre Art Musique Perpignan Languedoc et Roussillon) qui gère la saison musicale de la ville, le festival et les manifestations artistiques du conservatoire. Il dirige l'Ensemble orchestral Perpignan Languedoc-Roussillon.
Comme compositeur, sa production musicale comprend une centaine d'œuvres instrumentales (orchestre ou formations de chambre), vocales et électroacoustiques. Depuis 1983, il a dirigé de nombreux concerts symphoniques, les plus belles œuvres lyriques et les grands solistes : Brigitte Engerer, Richard Galliano, Montserrat Caballe, Diego Tosi, Marie Hallynck, Pierre Amoyal, Burçu Uyar, Denis Pascal, Laure Favre-Kahn, Jean-Philippe Collard, Anne Queffélec, Michel Portal, Julia Migenes, Laurent Korcia, Pascal Amoyel, Ophélie Gaillard, Carlos Llabres Carreras, Bernard Soustrot, Gary Hoffman, Emmanuel Strosser, Cali, Marie Cubaynes, Pierre Pincemaille...
En 1999, il obtient la distinction d'Officier de l'ordre des Arts et des Lettres et en 2004, la Sacem le distingue à nouveau en lui décernant le Prix Claude Arrieu pour sa grande action de création en région. Il crée à ce moment-là le Collegium Vocale et le Collegium Instrumental Perpignan Méditerranée.
En 2011, il fonde le festival Prospective 22e siècle, lieu de rencontre de la création musicale contemporaine. Parmi les grands projets en cours, citons la création et la diffusion de ses grands opéras populaires : Orphée et Messidor.

## Œuvres

### Œuvres originales
1977
- El casament tremblant[2]. Comédie burlesque en catalan sur textes d'Albert Saisset pour neuf ténors. Éditions du Visage II, durée 14 min 30 s.  Enregistré en 1977 à Paris[3].

1978
- Tin-Tal[2] pour 5 instruments (tabla, contrebasse, piano-chant, flûte en sol, clarinette basse), sans chef. Éditions du Visage, non réédité à ce jour, durée : 16 min 30 s. Création le 24 mars 1979 à Radio-France, Studio 105 par Pierre-André Valade, Jacky Detraz, Michèle Tosi, Jeff Sicard, François Mechali, dir. Daniel Tosi.

1979
- Plastic Faber[4],[5] pour quatuor de flûtes à bec. Éditions Salabert (1997), durée 19 min. Création le 14 décembre 1979 à Radio-France, Studio France par le Quatuor Faber, dir. Daniel Tosi[4].

1980
- Que sera Sara ?[2] (version no 1). "Comédie mentale" sur texte de Marguerite Duras pour pianiste, récitant et bande magnétique. Inédit, durée 27 min. Création le 4 mai 1981 à Radio France au Studio 104 par Jean-Pierre Dupuy (piano) dans le cadre du Cycle acousmatique INA-GRM.
- Alter ego[2] pour grand orchestre. Éditions Mordant, durée 14 min 30 s. Création le 11 décembre 1980 à la Salle Gaveau (Paris) par l'Orchestre du CNSMD de Paris, dir. Ivo Malec
- Synthi-Musique 1[2] pour ensemble instrumental. Hors catalogue désormais, durée 14 min 30 s. Création le 4 juillet 1981au Festival de la Rochelle par l'Ensemble 2e2m, dir. Paul Méfano

1981
- Le livre des progressions (cahier 1)[2]. 12 feuillets mobiles, de facile à difficile, pour 2 clarinettes, 2 flûtes, 2 violons, piano à quatre mains, ensemble ou séparés[6]. Éditions Salabert, durée 20 min. Création en mai 1981 : Conservatoire du Blanc-Mesnil, dir. Fernand Vandenbogaerde.
- Multitudes I[2] pour huit instruments (trompette, basson, saxophone baryton, alto, clavecin, 2 percussions, guitare électrique et bande magnétique). Éditions du Visage, non réédité à ce jour, durée 28 min. Création le 24 mars 1981 à Radio France par le Groupe Multitudes, dir. Daniel Tosi.

1982
- Preuve par neuf (Prova 9) pour 3 orgues électroniques, cor, flûte, ondes Martenot, violon, clarinette, voix (soprano), violoncelle. Eéditions Henry Lemoine (1984)[7], durée 20 min. Création en 1982 au Festival de Metz : Ensemble de l'Itinéraire, dir. : Daniel Tosi[réf. nécessaire][8],[9]
- Surimpression I pour trompette et 2 synthétiseurs. Inédit, durée 15 min. Création en mai 1982 dans le cadre du cycle acousmatique INA-GRM par Stephen Srawley et Daniel Tosi[2].
- Surimpression II[10] (miroir aux cinq méditations) pour un saxophoniste et dispositif électroacoustique avec bande magnétique ou bande magnétique seule. Éditions Salabert, durée 15 min. Création[2] en février 1982 à l'IRCAM par Daniel Kientzy
- Surimpression III (Si is different)[11] pour guitare et violon. Éditions Henry Lemoine[12], durée 9 min. Création le 17 décembre 1983 à la Maison de la Culture de Seine-Saint-Denis (Aulnay-sous-Bois) par Anne Postansque (violon) et Raymond Gratien (guitare)[2].

1983
- Le livre des progressions (cahier 2)[2]. Pièce pédagogique pour chœur d'enfants à trois voix égales et orchestre 2.1.2.1.- 2.2.3 perc. crd (mini : 2.2.2.2.1) bm (ad lib). Éditions Salabert, durée 13 min 18 s. Création le 20 mars 1983 à la Maison de la Culture d'Aulnay-sous-Bois pour l'orchestre du conservatoire d'Aulnay-sous-Bois, dir. Alain Grimoin.
- Scordatura 14[2] pour ensemble de cordes (5 à 14), avec ou sans bande magnétique. Éditions Salabert, durée 16 min 30 s. Création le 18 décembre 1983 par l'Orchestre de chambre de Caen, dir. Daniel Tosi. Version avec bande créée le 17 juin 1984 au Festival d'Angers par la Camerata de France, dir. : Daniel Tosi[13].

1983/1985
- Synthi 2 Music[14] pour 7 instruments (cor, basson, trombone, clarinette, violon, violoncelle, contrebasse)[2]. Éditions Salabert, durée 14 min 30 s. Nouvelle version de Synthi Music 1 créée à Bordeaux le 4 avril 1995 par l'Ensemble Musique Nouvelle, dir. Michel Fusté Lambezat.

1984
- Multitude II pour flûte, saxophone, vibraphone et 2 percussions ou bande magnétique avec ou sans dispositif électroacoustique. Éditions Salabert, durée 24 min. Création le 1er octobre 1984 au Festival Musica de Strasbourg
- Multitude III[15] pour flûte, saxophone et vibraphone ou piano, avec ou sans bande et dispositif électroacoustique[16]. Éditions Salabert, durée 19 min. Création le 13 février 1984 à Toulouse pour les journées Carte Blanche à Daniel Tosi. Dir. Daniel Tosi.
- Dedillo[2] pour guitare. Éditions Salabert. Collection Dominique Daigremont, durée 11 min 30 s. Commande de l'association Musique à Massy. Création le 27 avril 1985 aux Assises départementales de la guitare de Massy par Dominique Daigremont.
- Verstimmung[2]. Réorchestration de Scordatura 14 pour bande magnétique et neuf instrumentistes 1.1.1.0., marimba, violon, violoncelle[17]. Éditions Salabert, durée 16 min 30 s. Création le 23 mai 1985 au Centre Pompidou (Paris). Groupe de l'Itinéraire, dir. Arturo Tamayo.
- Prova 5[2] pour cinq instrumentistes (cor, violoncelle, piano, violon, clarinette). Éditions Henry Lemoine, durée 17 min 30 s. Création le 18 décembre 1985 au Musée Guimet (Paris). Ensemble Solars Vortices, dir. Jean-Pierre Dupuy.
- Prova 7[2] pour voix soprano, clarinette, violon, violoncelle, cor, flûte et piano. Éditions Henry Lemoine, durée : 18 min. Création le 14 mars 1985 à la Salle Cortot (Paris) par l'Ensemble Espace Musique, dir. Daniel Tosi.

1985
- Astrid'002[18] (Surimpression IV) pour flûte à bec, avec ou sans bande magnétique. Éditions Salabert[19], durée 17 min. Création le 7 avril 1986 au Centre Pompidou (Paris). Martine Kientzy - Concerts 2e2m
- Surimpression V (A) pour guitare et flûte à bec. Inédit, durée 11 min 30 s. Création en novembre 1986 au Forum des Cordeliers de Toulouse par Robin Troman et Patrick Ruby.
- Surimpression VI pour deux violoncelles. Inédit, durée 9 min 30 s. Commande des violoncellistes Bruno Février et Jean Ferry - non créée.
- Multitude-Quartet (version 1) pour clarinette, vibraphone et deux percussions. Éditions Salabert, durée 12 min 30 s. Création le 8 mai 1986 au Château Saint Ange de Rome par I solisti di Roma, dir. : Daniel Tosi.
- Multitude-Quartet (version 2) pour clarinette, vibraphone et bande magnétique. Éditions Salabert, durée : 12 min 30 s. Création le 12 novembre 1998 pour le festival Aujourd'hui Musiques à l'auditorium du conservatoire de Perpignan par Philippe Spiesser.
- Sept Dédales Vermeils pour piano ou vibraphone, flûte(s), clarinette(s), avec ou sans dispositif de transformation électronique et bande magnétique ou 2 percussionnistes[20]. Éditions Salabert, durée 23 min 30 s. Création le 10 juin 1986 au Grand Orient de France, rue Cadet à Paris.
- Surimpression VII A (Mémoires 12 On/Off)[2] pour basson et bande magnétique. Éditions Salabert, collection A. Ozounoff, durée 12 min 30 s. Création le 14 juin 1986 au Festival de Bourges par Alexandre Ouzounoff.

1986
- Prova 6 pour six instrumentistes (piano, flûte, clarinette, violon, violoncelle, cor). Éditions Henry Lemoine, durée 18 min. Création le 25 mars 1987 au Festival de Fresnes par l'Atelier de Musique de Ville d'Avray, dir. Jean-Louis Petit.
- Phonic Design A + B[2] pour deux orchestres avec deux chefs (superposition des Phonic Design A + B). Éditions Salabert, durée 30 min. Création le 10 octobre 1987 à Angers par le Nouvel Orchestre Philharmonique, dir. Yves Prin et les orchestres des conservatoires de l'ouest de la France, dir. Daniel Tosi[21].
- Phonic Design I[2] pour piano et violon. Éditions François Dhalmann[22], durée 9 min. Création le 15 mai 1987 en Vallée de Chevreuse aux Concerts du Château de Breteuil par Véronique Durville et Rodrigue Milosi.
- Surimpression IX[2] pour contrebasse et bande magnétique. Inédit, durée 12 min 30 s. Création en juin 1987 au Festival de Bourges (Commande du GMEB) par Joëlle Léandre
- Jungle Style[23] pour six percussionnistes. Éditions Salabert, durée 23 min. Commande d'État. Création le 29 septembre 1987 au festival Musica de Strasbourg[24] par Les Percussions de Strasbourg
- Surimpression VII B (Memory select)[25] pour trombone et bande magnétique. Éditions Salabert, durée 12 min 30 s. Commande du CNSMD de Paris. Création en octobre 1988 à Athènes par Benny Sluchin au Centre Culturel Français.
- Es ser pour douze voix solistes[26]. Éditions Salabert, durée 15 min. Création le 5 décembre 1987 au Festival de musique contemporaine d'Orléans par le Groupe vocal de France, dir. : Guy Reibel

1987
- Plein ciel pour cobla et grand orchestre. Prix de la Villa Medicis Hors les murs 1986[27]. Non édité, durée 26 min. Création le 25 juin 1988 au Palais des Rois de Majorque de Perpignan par la Cobla Mediterranea, les orchestres du conservatoire de Perpignan et l'Orchestre Perpignan Catalogne; dir. Michel Peus, Daniel Tosi, Joan Lluís Moraleda i Perxachs.
- Multiphony no 1. Pièce pédagogique pour 1 ou 2 flûtistes. Éditions Billaudot[28] (collection Pierre-André Valade : Flûte et créations), durée 4 min.
- Multiphony no 2. Pièce pédagogique pour 1 ou 2 clarinettistes. Inédit, durée 4 min.

1988
- Que sera Sara ? (version no 2) pour piano et bande magnétique. Texte de Marguerite Duras. Comédie mentale pour pianiste-récitant-acteur. Éditions Jean-Pierre Dupuy - Música Studio, durée 20 min 30 s. Concerts A.C.I.C. le 29 septembre 1988 en l'Église Saint-Eustache, Paris.

1989
- Messidor 89[29] pour bande magnétique. Commande du GMEB de Bourges, durée 12 min. Création le 3 juin 1989.
- Le tombeau de Jacinthe pour guitare, guitare électrique et contre-ténor ou mezzo[30]. Inédit, durée 10 min. Commande de Patrick Brun et Bernard Ballet. Création à Clermont-Ferrand en octobre 1990 par les commanditaires.
- Eaux froides et glacées[2] pour quintette de cuivres (2 trompettes, cor trombone et tuba). Éditions BIM (Suisse, 1990)[31], durée 10 min. Création en mai 1990 au Concours International de Narbonne.
- Phonic Design 4[32] pour marimba et violon. Éditions François Dhalmann[33] (collection Carnets du XXIe siècle), durée 9 min. Création le 7 mai 1991 à la Salle Gaveau (Paris) par l'Ensemble orchestral de Paris, Jean Geoffroy et Franck Dellavale.
- Phonic Design 3[2] pour marimba et flûte. Éditions François Dhalmann[22], durée 9 min. Création le 14 décembre 1990 au musée Guimet (Paris) par Jean Geoffroy et Janine Kachekdjian.
- 2 petites études[34] Pièces pédagogiques pour flûtes à bec soprano et alto. Éditions Durand (1987)[35], collection Martine Kientzy. Durée 5 min.

1991
- Prova 8[2] pour ensemble instrumental et 3 synthétiseurs[36]. Éditions Henry Lemoine, durée 17 min 30 s. Création le 9 février 1991 à la Salle Gaveau (Paris) par l'Ensemble ™ + dir. : Laurent Cuniot.
- Le long des golfs verts[37] pour violon et piano. Œuvre pédagogique pour le Baccalauréat F11, commande d'État 1991. Éditions Salabert, durée 7 s.
- As you like it[38]. Musique de scène pour instruments anciens, pour la pièce de théâtre de W.Shakespeare. Commande de Ecce Voce. Inédit, durée 30 s. Création le 8 octobre 1991 au Théâtre de Gennevilliers par l'Ensemble Allegria.
- Ave Maria selon Mozart[2] pour trois solistes et ensemble à cordes. Inédit, durée 6 min. Hommage bicentenaire, création en avril 2000 par l'Ensemble Orchestral Perpignan Languedoc-Roussillon, dir. Daniel Tosi.

1992
- Ellipse 1[39]. Sur Aube de Sang et d'Or pour 12 cordes. Inédit, durée 16 min 30 s. Création le 7 février 1992 à l'église de Tulle par l'Ensemble Orchestral Perpignan Languedoc-Roussillon, dir. Daniel Tosi
- Vives, noires, mi-teintes[40] pour bande magnétique[41]. Commande du G.R.M., durée 23 min. Création en mai 1992 dans le cadre du Cycle acousmatique au Studio 104.
- Ave Maria[2] pour baryton, ténor, chœur et orchestre. D'après Chrysantémis de Giacomo Puccini. Inédit, durée 7 min. Création le 2 avril 1992 à la Chapelle Saint-Dominique de Perpignan par l'Ensemble Orchestral Perpignan Languedoc-Roussillon, dir. Daniel Tosi.

1993
- Si ma prison brulait. Pour récitante et bande magnétique. Commande du GMEB de Bourges.
Inédit, durée 23 min 30 s. Création le 10 juin 1993 au Festival de Bourges. Récitante : Charlotte Saigneau.
- Ellipse II". Alba de sang pour cordes et ensemble orchestral 1.1.1.1.1.1.0.1. perc[39].
Inédit, durée 16 min 30 s. Création le 28 octobre 1993 par l'Orchestre de Mallorca et des Îles Baléares, dir. Daniel Tosi.
- Coquille amplifiée pour chœurs, orchestre et récitante[42].  Inédit, durée 20 min 30 s. Création le 18 novembre 1993 au Festival Aujourd'hui Musiques de Perpignan par l'Orchestre Régional d'Harmonie, dir. Michel Peus et le Chœur régional Languedoc-Roussillon, dir. Jean-Francois Senart. Récitante : Mélanie Martinez.

1994
- Aplec[2]. Concerto grosso pour ensemble instrumental : 1 flûte, 2 trompettes, 1 trombone, 1 tuba, 1 violon, 1 violoncelle, 1 contrebasse, 4 instruments catalans (2 tibles et 2 tenoras) ou un quatuor (hautbois, clarinette, saxophone, cor) et 1 percussionniste[43]. Commande du 2e2m et d'État. Inédit, durée 24 min[44]. Création le 24 avril 1994 au Centre Georges Pompidou pour l'Ensemble 2e2m, Dir. Paul Méfano
- Tsé-Tsé Chiffonie[45] pour ensemble de vielles à roues. Commande d'État 1995. Inédit, durée 25 min[44]. Création le 21 novembre 1995 au festival Aujourd'hui Musiques de Perpignan par le Viellistic Orchestra, dir. Daniel Tosi.
- Siegfried's Song[46] pour cor et piano. Commande du CNR de Montpellier. Éditions Arpège Diffusion[47]; Éditions International Music Diffusion (collection L'ensemble de cors de Versailles), durée 10 min[48]. Création le 20 décembre 1994 à Perpignan par Eric Sombret (cor) et Anne Pages (piano).
- Otto Ti Bou[49] pour 3 récitants et bande magnétique. (Le sixte livre dit électroacoustique de Francois Rabelais[50]). Commande du Festival de Bourges. Durée 24 min. Création à Bourges le 8 juin 1994. Récitants : René Zosso, Charlotte Saigneau et Georges Pawloff.

1995
- Mundial Concerto[2] (version A) pour trompette, piano et percussion ad lib. Commande du Concours International de Guebwiller[51] et de Bernard Soustrot. Éditions BIM[52], durée 22 min. Création le 2 octobre 1995 par les candidats du concours
- Comme il vous plaira[2] pour harpe, percussion, clarinette basse, flûte alto, violon ou alto, violoncelle, mezzo soprano et bande magnétique. Edizioni Musicali Edi-Pan, durée 24 min[53]. Création le 1er avril 1995 à Marignane par l'ensemble MC2, dir. Daniel Tosi.

1996
- Phonic Design B[2] pour grand orchestre. Éditions Salabert[54], durée 18 min[55]. Création le 27 janvier 1996 à l'École Nationale de Musique du Blanc Mesnil, dir. Fernand Vandenbogaerde.
- Phonic Design 2[22] pour piano et flûte. Éditions François Dhalmann, durée 9 min[56]. Création au Festival Aujourd'hui Musiques en 1996 par Francois-Michel Rignol (piano) et Annie Ploquin-Rignol (flûte).
- Préambule[2] pour voix baryton et piano (percussions ad lin), textes de Daniel Tosi. Éditions BIM, durée 22 min. Création de la première partie le 14 mai 1996 au GMEA d'Albi par Martine Joste (piano), Jacques Bona (baryton). Non créée en entier.
- Pausilippe et Mer d'Italie[2] pour bande seule (Hommage à Pierre Schaeffer). Durée 7 min. Création en juin 1996 à Bourges au Festival Synthèse.
- Mundial Concerto (version B) pour tuba; piano (perc. ad lib), à la demande du tubiste Mel Culbertson. Éditions BIM, durée 22 min. Création en septembre 2004 au concours d'entrée du Conservatoire National Supérieur de Musique et Danse de Lyon.

1997
- Mandagu ?[57] pour 2 clarinettes en sib. Pièce à caractère pédagogique pour un professeur et un élève[58]. Éditions Musicales Européennes (Cinq pièces pour deux clarinettes en si bémol - 1998), durée 5 min. Création en février 1997 à l'École Nationale de Musique de Chalon-sûr-Saone.
- Surimpression N° 7 C (Vent de fixation et image accoudée) pour clarinette basse (avec amplification) et bande magnétique. Inédit, durée 12 min 30 s. Non Créée.

1998
- Pages blanches[2] pour percussion solo. Inédit, durée : 12 min. Création le 13 novembre 2004 pour le festival Aujourd'hui Musiques par Philippe Spiesser.
- Surimpression V (B)[2] pour guitare et flûte en sol. Inédit, durée 11 min 30 s. Non créée.

1999
- Adilia[2] pour piano solo. Inédit, durée 22 min. Création pour le festival Aujourd'hui Musiques par François-Michel Rignol (1re partie).

1999/2000
- Flammes synthétiques[59] pour violon seul. Éditions François Dhalmann[22] (collection Carnets du XXIe siècle), durée 7 min. Commande du Festival des Jeunes Interprètes de Boulou. Création le 6 mai 2000 par Diego Tosi[60]. Figurent sur le cd Sequenza enregistré par Diego Tosi (5 diapasons, 4 étoiles Le Monde de la Musique).

2000
- Siegfried's Song[2]. Nouvelle version pour violon et piano. Inédit, durée 7 min. Non créée.

2001
- Flammes synthétiques B pour cor solo. Éditions François Dhalmann, durée 6 min 30 s.

2002
- Vague monolithique complexée[2] (version 1 créée pour le quatuor Helios)[61]. Inédit, durée 11 min 30 s. Création en novembre 2002 au festival Aujourd'hui Musiques de Perpignan.

2003
- Suite catalane des Rois de Majorque[2] pour orchestre symphonique en cinq mouvements. Durée 20 min. Création en novembre 2005 pour le festival Aujourd'hui Musiques de Perpignan par l'Orchestre Perpignan Méditerranée, dir. Daniel Tosi.

2004
- Aplec 2[2] pour récitante, bande magnétique, piano et tible (texte de Daniel Tosi). Non édité, durée 32 min. Création le 28 novembre 2004 à la Casa Musicale de Perpignan pour le festival Aujourd'hui Musiques par l'Ensemble Aujourd'hui Musiques, récitante Charlotte Saigneau, dir. Daniel Tosi.

2005
- F.C.M.[2] (Matisse, un Fauve à Collioure) pour acteur, bande, 2 percussions, 1 euphonium, 1 instrument catalan, 1 piano (texte de Fabrice Eberhard). Non édité, durée 50 min. Création le 19 novembre 2005 pour le festival Aujourd'hui Musiques de Perpignan. Fabrice Eberhard récitant, dir. Daniel Tosi.

2006
- Memory Select pour orchestre à cordes et violon solo. Non édité. Création en mai 2006 au Festival des jeunes interprètes du Boulou par Raphaëlle Rubio, dir. Daniel Tosi.

2007
- Mondial Concerto[2] (version piano et euphonium). Éditions BIM, durée 22 min[52]. Création 22 novembre 2007 au festival Aujourd'hui Musiques de Perpignan par François-Michel Rignol (piano) et Christopher Nery (euphonium).

2008
- Horizons chimériques[62] pour orchestre à cordes, 2 percussions et viele à roue soliste. Commande de Pierre Aldegon, non édité, durée 1 h 5 min 9 s[63]. Création le 12 octobre 2008 au Palais des Rois de Majorque de Perpignan par la Camerata de France. Soliste Dominique Rejef (vielle à roue), dir. : Daniel Tosi.
- Phonic Design no 5[64] pour saxophone alto et marimba. Éditions François Dhalmann[22], durée 9 min. Création le 22 novembre 2008 pour le festival Aujourd'hui Musiques de Perpignan par Philippe Spiesser (marimba) et Radek Knop (sax alto).

2009
- Phonic Design A[65] pour ensemble orchestral, commande de Radio France. Éditions Salabert, durée 18 min. Création le 22 avril 2008 par l'Orchestre Enigma de Saragosse, dir. Daniel Tosi.

2010
- Vocalia Rytmica[2] pour chœur et 3 percussions. Non édité, durée 50 min. Création le 27 juillet 2010 au Palais des Rois de Majorque par le Collegium Vocale Perpignan Méditerranée, dir. Daniel Tosi[66].
- Nouveaux horizons[2] pour orchestre à cordes et batterie. Non édité, durée 40 min. Création le 10 novembre 2010 pour le festival Aujourd'hui Musiques par Grant Collins, soliste.
- Le cœur grec[2] pour mezzo soprano et ensemble instrumental. Non édité, durée 25 min. Commande de Toulouse Mélodie Française. Création le 15 novembre 2010 à Saint-Pierre des Cuisines de Toulouse par Marie Cubaynes (mezzo soprano).
- Phonic Design 12[2] pour ensemble orchestral. Éditions Salabert, durée 20 min. Création le 11 novembre 2010 au festival Aujourd'hui Musiques de Perpignan par l'Orchestre Perpignan Méditerranée, dir. Daniel Tosi

2011
- Timitimiti[2] (In memoriam Leopold Mozart) pour 12 cordes. Non édité, durée 19 min. Création pour la saison Écouter Voir à l'auditorium du Conservatoire à rayonnement régional Perpignan Méditerranée par l'Orchestre du Centre d'Études Supérieur Musique et Danse (CESMD) de Toulouse, dir. Marc Bleuse.
- Quatuor pour "Ma Dame"[2]. Inédit, durée 22 min. Création le 17 août 2011 pour le festival d'Hix (église d'Hix, Bourg Madame)[67] par le quatuor Parisii.
- Cantate de l'Archipel[2] pour orchestre, chœur, récitant, deux chanteurs (1 monde rock, 1 soprano coloratura). Livret de Daniel Tosi. Non édité, durée 1 h 40 min. Création le 10 octobre 2011 au Théâtre de l'Archipel[68], dir. Daniel Tosi.

2012
- Orphée. Opéra populaire en deux actes pour orchestre symphonique, quatre solistes, chœur, bande électro et récitant. Éditions François Dhalmann, durée 2 h 30 min. Création le 28 juin 2013 aux Dômes de Rivesaltes[69].

2013
- Mareta Mareta no'm faces plorar[70] pour six chanteurs solistes et un percussionniste[71]. Éditions François Dhalmann[22](2013), durée 22 min. Création le 13 juin 2013 à Marseille par l'ensemble Musicatreize, dir. Roland Hayrabedian[72].

2014
- Vague monolithique complexée (version 2) pour quintette à vents (flûte, hautbois, clarinette, fagot, cor). Inédit, durée 20 min. Création le 25 avril 2014 par le Quintette de Mexico.
- Per a Balbino[73] deux pièces pour deux violons. Editions François Dhalmann (2013)[74] (collection Carnets du XXIe siècle[75]), durée de 5 à 8 min[76].
- Messidor. Opéra populaire pour douze solistes, chanteurs, 1 récitant, comédiens, orchestre, musique électroacoustique, chœurs, d'après "Les Dieux ont soif" d'Anatole France, livret Daniel Tosi. Inédit, durée 2 h 45 min. Création le 24 janvier 2015 au Théâtre de l'Etang de Saint-Estève[77], dir. Daniel Tosi.

### Pièces populaires, chansons et chants pédagogiques
1989
- Pour la Noël chant d'enfants à 1 et 3 voix avec accompagnement harpe ou piano. Inédit, durée 3 min.

1990
- Toi mon frère[2] pour chœur d'enfants et orchestre. Inédit, durée 6 min. Création le 20 décembre 1991 à Toulouges.

1991
- Une nuit de Chine[2] pour chœur d'enfants et orchestre symphonique. Inédit, durée 6 min 30 s. Création le 20 décembre 1991 à la Salle des Fêtes de Toulouges par les élèves du CNM de Perpignan, dir. Daniel Tosi
- Le roman de Renart. Conte musical d'après le conte du Moyen-âge. Pièce pédagogique avec chants d'enfants pour voix et piano (l'orchestration existe également). Inédit, durée 40 min, chansons 20 min. Création au Palais des expositions de Perpignan.
- Le Père Noël des Golfes verts[2] Pièce pédagogique pour chœur d'enfants et piano ou cobla. Inédit, durée 6 min. Création le 20 décembre 1991 à Toulouges.

1992
- Zouksassi ![78] Pièce pédagogique pour chœur d'enfants du primaire, petit ensemble instrumental et bande magnétique. Commande et production du C.F.M.I. Rhône Alpes Lyon. Éditions Mômeludies[79], durée 9 à 11 min. Création 9 juin 1992.
- Le rossignol[2] Conte musical en 3 actes pour orchestres, chœurs, acteurs, danseurs et bande magnétique[80]. Inédit, durée 1 h. Création le 25 juin 1992 au Palais des Expositions de Perpignan par les orchestres du Conservatoire National de Musique de Perpignan. Dir. Michel Peus et Michel Lefort.

1993
- La forêt des songes[2] Conte musical d'après les cinq pièces enfantines Ma mère l'Oye de Maurice Ravel. Pour orchestre, chœur, acteurs, danseurs et bande magnétique. Inédit, durée 1 h. Création le 2 juillet 1993 au Palais des Congrès de Perpignan par les orchestres du Conservatoire de Perpignan. Dir. : Michel Peus et Michel Lefort.

1998
- Le cirque à Martin[2] pour chœurs d'enfants, 12 percussionnistes et récitant. Commande de l'ENM de Bourg-en-Bresse et de l'Éducation Nationale. Inédit, durée 45 min. Création en juin 1996 à Bourg-en-Bresse, avec Guy Jacquet, Jean Geoffroy, Catherine et Jacques Bonzon. Dir. Jacques Delecluse.

1998/2000
- Charlie Chapeau[81] (Charlie 2000) pour chœurs d'enfants, 5 percussionnistes, 5 instrumentistes (flûte, hautbois, clarinette, trompette, contrebasse) et piano. Musique d'accompagnement de trois films de Charlie Chaplin : Charlot boxeur, Charlot policeman, Charlot musicien. Commande pédagogique d'État. Inédit, durée 1 heure. Création en juin 1999 avec l'Académie de Lyon à Saint-Étienne et à Lyon[82]

2001
- Vieux frère de petit balai Conte musical avec 4 chants pour voix et ensemble orchestral. Inédit, durée 1 heure. Création en février 2001 au Théâtre Municipal de Perpignan.

2010
- Les contes de ma mère l'Oye[2] pour ensemble orchestral : 3 percussions, chef, deux récitants (homme, femme), CD électroacoustique. Livret de Daniel Tosi. Inédit, durée 1 heure. Création en décembre 2010 au Théâtre Municipal de Perpignan[83]. Tournée dans l'Hérault et les Pyrénées Orientales en mars et avril 2001.

### Sardanes
1988
- Messidor-Sardana[2] pour cobla. Inédit, durée 6 min 30 s. Création le 20 juin 1989 à Perpignan par la Cobla Mediterrània, dir. Joan Lluís Moraleda i Perxachs. Enregistrement : La Principal de la Bisbal.

1990
- Per tu Sant Andreu[2] pour cobla. Inédit, durée 8 min. Création le 19 août 1992 à Saint-Cyprien par la Cobla Mil'Lenaria.

1991
- Nit de Xina[2] pour cobla. Inédit, durée 6 min. Non créée
- Mas des Oubells[2] pour cobla. Inédit, durée 5 min 15 s. Non créée
- Golfe vert[2] pour cobla. Inédit, durée 6 min.

1993
- Sang et or[2] (Alba de sang) pour cobla. Inédit, durée 5 min 30 s.

### Orchestrations et arrangements
1983
- Quatre mélodies sur des thèmes populaires norvégiens[2] d'après Quatre mélodies norvégiennes d'Edvard Grieg. Orchestration pour voix, orchestre et saxophone concertant (22222211 perc. et cordes)[84]. Éditions du visage II, désormais inédit. Durée 15 min. Création le 9 décembre 1983 au Théâtre Municipal de Perpignan, did. Daniel Tosi.

1986
- Gran sonata per viola[2] de Niccolo Paganini. Orchestration pour alto et orchestre à cordes. Inédit, durée 9 min. Création en mars 1989 à Tunis par Pierre Lenert.

1987
- Concertos pour violon et cordes de l'Estro Armonico op. 3 d'Antonio Vivaldi. Réorchestration pour 2 trompettes et cordes en la mineur (durée 8 min 30 s) et deux trompettes et cordes en ré mineur (durée 8 min), Inédit.
- Sonate pour 2 trompettes et cordes de Jean-Baptiste Lœillet. Orchestration pour 2 violons et cordes. Inédit, durée 6 min 30 s.

1992
- Liebeslieder[2] de Johannes Brahms op. 52. Version 1 : Orchestration pour quatuor vocal ou chœur et orchestre à cordes; version 2 : pour orchestre à cordes seul.

1996/2000
- Diverses orchestrations. Inédit, durée 18 min.
  - Pour orchestre à cordes et soprano solo
- Morro ma prima in grazia de Giuseppe Verdi. Durée : 3 min
- Pace, pace mio Dio de Giuseppe Verdi. Durée : 3 min
- Addio del passato de Giuseppe Verdi. Durée : 3 min
- Ah Forse É Lui de Giuseppe Verdi. Durée : 6 min
- Après un rêve et En prière de Gabriel Fauré. Durée 5 min
- Habanera de Georges Bizet (pour mezzo-soprano et cordes). Durée : 5 min
- Air de La Wally d'Alfredo Catalani. Durée : 5 min
- Ave Maria de Bach/Gounod (avec ou sans chœurs). Durée :  5 min
- Ave Maria de Gaetano Donizetti. Durée : 3 min
- Ave Maria de Franz Schubert. Durée : 3 min
- Louise (Depuis le jour) de Gustave Charpentier. Durée : 6 min
  - Pour violon et orchestre à cordes
- Méditation de Thaïs de Jules Massenet. Durée : 2 min 45 s
- Polonaise brillante de Henri Wieniawski. Durée : 4 min
- Concert no 4 (final) de Henri Vieuxtemps. Durée : 3 min 30 s
- Concert no 5 (scherzo et final) de Henri Vieuxtemps. Durée : 6 min
- Boléro de Charles Auguste de Bériot. Durée : 5 min

1997/1998
- La Passion selon Saint-Marc[2] de Johann Sebastian Bach BWV 247. Reconstruction, réécriture et orchestration pour récitant, solistes, chœur et orchestre baroque. Durée : 1 h 45 min. Création le 18 avril 1998 à l'Église Saint-Joseph de Carcassonne par l'Orchestre Perpignan Languedoc-Roussillon, le Chœur régional et François Castang (récitant), dir. Daniel Tosi.

1998
- Danses populaires roumaines de Béla Bartók : Orchestration/arrangement. Durée 8 min 30 s.
- Children's Corner L.113 de Claude Debussy. Arrangement pour clarinette, clarinette basse + marimba (et vibraphone), durée 10 min 30 s.

1999
- Trio pour flûte, alto et harpe[2] de Claude Debussy. Orchestration/arrangement pour flûte, clarinette et marimba, durée 10 min.

2001
- La Santa Espina de Enric Morera (sardane). Orchestration pour grand orchestre, orchestre de chambre, octuor ou sextuor.
- La Danse des elfes op. 39 de David Popper. Orchestration pour violoncelle solo et orchestre à cordes, durée 4 min 30 s.
- Pablo Sarasate, orchestrations pour violon et orchestre à cordes : 
  - Airs bohémiens. Durée : 8 min
  - Malagueña. Durée : 5 min 30 s
  - Playera. Durée : 4 min 30 s (existe également une orchestration pour violoncelle)
  - Introduction et Tarantelle. Durée : 6 min
  - Romanza andaluza. Durée : 5 min
  - Jota Navarra. Durée : 5 min
  - Zapateado. Durée : 3 min 30 s
  - Habanera. Durée : 3 min 40 s
  - Airs espagnols. Durée : 8 min 30 s
  - Fantaisie de Carmen. Bizet/Sarasate. Durée : 12 min 30 s

2001
- Le Barbier de Séville de Gioacchino Rossini. Orchestration pour violon et orchestre à cordes, durée 11 min 30 s.
- La force du destin de Giuseppe Verdi. Orchestration pour violon et orchestre à cordes, durée 9 min 30 s.
- Roméo et Juliette de Charles Gounod. Orchestration pour violon et orchestre à cordes, durée 10 min 15 s.

2002
- Cupo Santo, Se canto, Els Segadors (anonyme). Arrangements d'hymnes régionaux du Languedoc-Roussillon pour trompette et cordes. Inédit, durée 12 min. Création en 2002 au festival Musique et vins.
- Napoli de Giovanni Picchi. Orchestration pour sextuor à vent (ou orchestre à cordes) et euphonium solo. Inédit, durée 12 min. Création en 1999 au château de Castries
- Fantaisie originale de Giovanni Picchi. Orchestration pour sextuor à vent (ou orchestre à cordes) et euphonium solo. Inédit, durée 13 min. Création en 1999 au château de Castries
- Aube de Sang et Or. Orchestration pour sextuor à vent. Inédit, durée 7 min. Création en 1999 au château de Castries

2003
- Elégie de Maurice Jarre. Orchestration pour trompette, guitare et cordes. Durée 7 min. Création en 2005, Salle des fêtes de Suresnes
- Danses populaires roumaines de Béla Bartók. Orchestration pour trompette, violoncelle et orchestre à cordes. Durée 12 min. Création en 2005, Salle des fêtes de Suresnes
- Jeux interdits (anonyme, XVIe siècle). Orchestration pour trompette (ou guitare) et orchestre à cordes. Durée 7 min 30 s.
- Rhapsodie hongroise op. 68 de David Popper. Orchestration pour violoncelle solo et orchestre à cordes. Durée 11 min.
- Improvisation de Dimitri Kabalevski. Orchestration pour cordes, trompette solo (ou alto solo ou violon solo ou violoncelle solo). Durée 7 min.
- El Cant dels Ocells (anonyme). Orchestration pour cordes et violoncelle solo ou (et) chœur à 2 voix. Durée 4 min.

2004
- Concerto pour alto de Carl Stamitz. Durée 23 min.

2006
- Orchestration des chansons de Cali pour orchestre symphonique ou orchestre à cordes : Différent, Qui se soucie de moi, C'est quand le bonheur, Dolorosa, La fin du monde, Le vrai père, La petite fille, l'exil, Menteur, L'amour parfait, Je ne vivrais pas sans toi. Création le 5 juillet 2006 au Campo Santo de Perpignan dans le cadre des Estivales par Cali, l'Orchestre Perpignan Méditerranée, dir. Daniel Tosi.

2008
- Concerto en la mineur pour violoncelle de Robert Schumann : version pour cordes.
- Concerto pour violon op. 64 en mi mineur de Félix Mendelssohn : version pour cordes + soliste.

2009
- Concerto pour piano no 4 de Ludwig Van Beethoven : orchestration pour cordes et piano.
- Concerto en mi mineur pour piano de Frédéric Chopin : version pour cordes.

2010
- Arpeggione de Franz Schubert. Orchestration pour alto ou violoncelle et orchestre. Durée 25 min. Création en juillet 2013 au festival d'Estagel.

2013
- Variations sur La Flûte enchantée et Don Juan de Wolfgang Amadeus Mozart Création en février 2013 au Pôle culturel El Mil.lenari de Toulouges.
- Orchestration des chansons de Cali pour l'ensemble Barock Orkestra : L'amour est éternel, La grotte des amoureux, Ce soir je te laisse partir, Happy end, Mille cœurs debout. Création le 11 juillet 2013 au festival de Carcassonne et le 30 juillet au festival Été 66 au Palais des Rois de Majorque de Perpignan.
- Valses de Frédéric Chopin et Caprices de Niccolo Paganini. Orchestration pour violon solo et orchestre à cordes. Création en novembre 2013 à Sainte-Marie la Mer.
- O Món de Jordi Barre et Jordi Pere Cerdà.

2014
- Chansons émotions ou l'opéra d'amour : orchestrations pour l'ensemble Barock Orckestra : Dis, quand reviendras-tu ? de Barbara, La javanaise de Serge Gainsbourg, Ça ira et Armstrong de Claude Nougaro, Que reste-il de nos amours ? de Charles Trenet, Quand on n'a que l'amour de Jacques Brel, Une belle histoire de Michel Fugain, C'est extra de Léo Ferré, Les copains d'abord et Chanson pour l'Auvergnat de Georges Brassens, San Francisco de Maxime le Forestier, Yesterday des Beatles, Un ano d'amore de Nino Ferrer. Création le 7 février 2014 à Cassagnes.
- Hommage à Jean Ferrat. Orchestration d'œuvres de l'artiste : Ma môme, On ne voit pas le temps passer, Nuit et brouillard, Les saisons, Heureux qui sait aimer, Mourir au soleil, Aimer à perdre la raison, La femme est l'avenir de l'homme, Que serais-je sans toi ?, Nous dormirons ensemble, J'arrive où je suis étranger, Un jour un jour, Camarade, Je vous aime, Chante l'amour, Potemkine, Ma France, La Montagne, C'est beau la vie. Création le 3 juillet 2014 à l'Espace culturel Daniel Tosi de Llupia par l'orchestre du 3e cycle du CRR Perpignan Méditerranée, André Bascou (chanteur soliste), dir. Daniel Tosi.
- Violon virtuose et Métal symphonique. Orchestration et arrangement de : Overture, About to crash, War inside my head, Goodnight kiss, Sacrificed sons de Dream Theater. Mein herzbrennt de Rammstein. The poet and pendulum, The Siren, Ghost love score de Nightwish. Création le 18 juillet 2014 au Palais des Rois de Majorque dans le cadre du festival Eté 66 par le Sinfonietta Perpignan Méditerranée, l'ensemble rock métal de Joël Ferrer, dir. Daniel Tosi